# 伊奈町立小針中学校
伊奈町立小針中学校（いなちょうりつ こばりちゅうがっこう）は、埼玉県北足立郡伊奈町学園二丁目にある公立中学校。

## 概要
伊奈町立小針中学校は、1982年4月1日に創設された。

### 学校教育目標
教育目標は「自らをきたえる生徒」「正しく 賢く たくましく」である。校訓は「進取」である。
| 正しく | 賢く | たくましく |
| --- | --- | --- |
| ・規律ある生活の中で、相手を思いやることのできる生徒 ・よりよい人間関係をつくり、礼儀を重んじ協力しあう生徒 ［思いやり］［礼儀］［協力］［感謝］［正義］ | ・自ら進んで学習に取組み、互いに磨き合う生徒 ・自信を持って生活し、授業に真剣に取り組む生徒 ［創造］［自信］［知恵］［謙虚］［信頼］ | ・進んで身体を鍛え、夢と希望を持ち、目標に向かって粘り強くやり遂げる生徒 ・行事に積極的に取り組もうとする生徒 ［責任］［希望］［挑戦］［素直］［研鑽］ |

### 校風・学校生活
- 男子の制服は黒い学ラン、女子は紺色のブレザー・赤のリボンである。
- 2007年から行われていた増築工事の末、2008年3月26日に、東校舎引渡式が行われた。
- 学校付近の周辺地域には、大型ショッピングセンター（UNICUS伊奈）をはじめ、飲食店など多くの商業施設が立ち並んでいる。また、それにあわせ住宅街やマンションも建設され、近辺は急速に開発が進んでいる。

### 学校行事
・4月:入学式、始業式、対面式
・5月:中間テスト
・6月:修学旅行
・7月:期末テスト、終業式
・8月:始業式
・9月:南部テスト、体育祭 
・10月:中間テスト、南部テスト、文化祭
・11月:合唱コンクール、期末テスト
・12月:終業式
・1月:始業式、南部テスト
・2月:学年末テスト
・3月:球技大会、3年生を送る会、卒業式、修了式

### 校歌
作詞：宮沢章二、作曲小山章三

### MBT（モーニングバーリータイム）
8:25-8:35の時間帯に設けられているMBTとは、各教科の勉強（定期テスト時）や読書に充てられる学習時間である。
バーリーとは、平成18年に生徒によりデザインされた小針中学校のたぬきのマスコットキャラクターの名前に由来する。また、その名前は当時の全校生徒の投票により決定された名前である。

### 部活動
運動部
野球部、サッカー部、男子バスケ部、女子バスケ部、男子テニス部、女子テニス部、男子バレー部、男子バレー部、男子卓球部、女子卓球部、柔道部、剣道部、陸上部
文化部
吹奏楽部、合唱部、美術部、文芸部、科学技術部、家庭科部
このうち、陸上部は2009年、合唱部は2010年に、家庭科部は2011年に、男子バレー部は2013年に新設された部である。
実績 2017年度新人戦にてサッカー部県大会優勝、2021年度新人戦、学総と二冠達成 県大会ベスト16 陸上部(個人)優勝、男子リレー4位入賞と高い運動部のレベルは非常に高くなっている
【陸上部】全中出場者2名、ジュニアオリンピック出場者、関東大会にリレーで2度、個人で1名出場させるなど近年では埼玉陸上会に小針はリレーとハードルが強い。と有名である。
【女子卓球部】平成29年度第48回全国中学校卓球大会、平成30年度第46回関東中学校卓球大会に出場。

## 交通
- 埼玉新都市交通伊奈線（ニューシャトル）、大宮駅から約25分の羽貫駅下車、から徒歩10分。

## 著名出身者
- 井上竜太 - サッカー選手
- 柴圭汰 - 元サッカー選手